# Sigurdur Helgason
Sigurdur Helgason (Akureyri, 30 de setembro de 1927 – Belmont, 3 de dezembro de 2023) foi um matemático islando-estadunidense, especialista em geometria integral e suas generalizações a espaços simétricos.
Obteve um PhD em 1954 na Universidade de Princeton, orientado por Salomon Bochner, com a tese Banach Algebras and Almost Periodic Functions. Em 1965, tornou-se Professor de matemática do Instituto de Tecnologia de Massachusetts. Em 1988 recebeu o Prêmio Leroy P. Steele de Exposição Matemática por seus livros Groups and Geometric Analysis e Differential Geometry, Lie Groups and Symmetric Spaces. Tornou-se fellow da Academia de Artes e Ciências dos Estados Unidos em 1970 e da American Mathematical Society em 2012.

## Publicações selecionadas

### Artigos
- «The derived algebra of a Banach algebra». Proc Natl Acad Sci U S A. 40 (10): 994–995. 1954. PMC 534208
- «Topologies of group algebras and a theorem of Littlewood». Trans. Amer. Math. Soc. 86 (2): 269–283. 1957. MR 0095428
- «Lacunary Fourier series on noncommutative groups». Proc. Amer. Math. Soc. 9 (5): 782–790. 1958. MR 0100234
- «On Riemannian curvature of homogeneous spaces». Proc. Amer. Math. Soc. 9 (6): 831–838. 1958. MR 0108811
- «Some results on invariant theory». Bull. Amer. Math. Soc. 68 (4): 367–371. 1962. MR 0166303
- «Fundamental solutions to invariant differential operators on symmetric spaces». Bull. Amer. Math. Soc. 69 (6): 778–781. 1963. MR 0156919
- «Duality and Radon transforms for symmetric spaces». Bull. Amer. Math. Soc. 69 (6): 782-7881. 1963. MR 0158408
- «A duality in integral geometry; some generalizations of the Radon transform». Bull. Amer. Math. Soc. 70 (4): 435–446. 1964. MR 0166795
- «Radon-Fourier transforms on symmetric spaces and related group representations». Bull. Amer. Math. Soc. 71 (5): 757–763. 1965. MR 0179295
- com A. Korányi: «A Fatou-type theorem for harmonic functions on symmetric spaces». Bull. Amer. Math. Soc. 74 (2): 258–263. 1968. MR 0229179
- «Applications of the Radon transform to representations of semisimple Lie groups». Proc Natl Acad Sci U S A. 63 (3): 643–647. 1969. PMC 223499
- «Paley-Wiener theorems and surjectivity of invariant differential operators on symmetric spaces and Lie groups». Bull. Amer. Math. Soc. 79 (1): 129–132. 1973. MR 0312158
- «Invariant differential equations and homogeneous manifolds». Bull. Amer. Math. Soc. 83 (5): 751–774. 1977. MR 0445235

### Livros
- Differential geometry and symmetric spaces. Academic Press 1962,[4] AMS 2001
- Analysis on Lie groups and homogeneous spaces. AMS 1972
- Differential geometry, Lie groups and symmetric spaces. Academic Press 1978,[5] 7a. ed.. 1995
- The Radon Transform. Birkhäuser, 1980, 2ª Edição, 1999
- Topics in harmonic analysis on homogeneous spaces. Birkhäuser 1981
- Groups and geometric analysis: integral geometry, invariant differential operators and spherical functions. Academic Press 1984,[6]  AMS 1994
- Geometric analysis on symmetric spaces. AMS 1994,[7] 2a. ed.. 2008